# قرخ‌بلاغ (چالدران)
قرخ‌بلاغ (چالدران)، روستایی از توابع بخش مرکزی شهرستان چالدران در استان آذربایجان غربی ایران است.

## جمعیت
این روستا در دهستان ببه‌جیک قرار دارد و براساس سرشماری مرکز آمار ایران در سال ۱۳۸۵، جمعیت آن ۲۳۱ نفر (۵۲ خانوار) بوده‌است.